# Electronica 1: The Time Machine
Electronica 1: The Time Machine Jean-Michel Jarre 2015-ös, tizenhetedik nagylemezének címe. A megjelenés időpontja: 2015. október 16. Columbia Records. Az album témája az ember és a technika ellentmondásos kapcsolata.

## Az album dalai
| 1.    | The Time Machine (with Boys Noize)        | Jarre, Boys Noize                      |      |
| 2.    | Glory (with M83)                          | Jarre, M83                             | 3:56 |
| 3.    | Close Your Eyes (with Air)                | Jarre, Air                             |      |
| 4.    | Automatic. Pt. 1 (with Vince Clarke)      | Jarre, Vince Clarke                    |      |
| 5.    | Automatic. Pt. 2 (with Vince Clarke)      | Jarre, Vince Clarke                    |      |
| 6.    | If..! (with Little Boots)                 | Jarre, Little Boots                    | 2:57 |
| 7.    | Immortals (with Fuck Buttons)             | Jarre, Fuck Buttons                    |      |
| 8.    | Suns Have Gone (with Moby)                | Jarre, Moby                            |      |
| 9.    | Conquistador (with Gesaffelstein)         | Jarre, Mike Lévy                       | 3:06 |
| 10.   | Travelator, Pt. 2 (with Pete Townshend)   | Jarre, Townshend                       |      |
| 11.   | Zero Gravity (with Tangerine Dream)       | Jarre, Tangerine Dream                 | 6:46 |
| 12.   | Rely on Me (with Laurie Anderson)         | Jarre, Anderson                        |      |
| 13.   | Stardust (with Armin van Buuren)          | Jarre, Armin Van Buuren                | 4:38 |
| 14.   | Watching You (with 3D of Massive Attack)  | Jarre, Robert Del Naja, Euan Dickinson | 4:05 |
| 15.   | A Question of Blood (with John Carpenter) | Jarre, John Carpenter                  |      |
| 16.   | The Train & The River (with Lang Lang)    | Jarre, Lang                            |      |
| 69:25 |                                           |                                        |      |